# Дончак Володимир Андрійович (хімік)
Володимир Андрійович Дончак (нар. 8 квітня 1953, Львів, Україна)  — доктор хімічних наук, професор, завідувач кафедри органічної хімії Інституту хімії та хімічних технологій Національного університету «Львівська політехніка».

## Біографія
У 1975 році з відзнакою закінчив Львівський політехнічний інститут, факультет технології органічних речовин, кафедру «Технології біологічно
активних сполук, напівпродуктів та барвників». Спеціальність  — Хімічна
технологія органічних барвників та проміжних продуктів.
З 1 вересня 1975 року зарахований на посаду наукового співробітника
НДС-8 кафедри органічної хімії.
З 1992 року працює доцентом, а з 2019 року — професором кафедри
органічної хімії. У 2021 році обраний за конкурсом на посаду завідувача
кафедри органічної хімії.
30.03.2018 року — захистив дисертацію на здобуття наукового ступеня доктора
хімічних наук, спеціальність — хімія високомолекулярних сполук.
Тема дисертації «Синтез, властивості та застосування амфіфільних
олігомерів на основі піромелітової кислоти».
У 2022 році присуджено вчене звання професора.

## Наукові результати і викладацька дільність
У співавторстві опублікував 233 наукових праці, серед них — 208 статей та тез доповідей; 14 авторських свідоцтв та патентів на нові винаходи; 2 підручники; 9 методичних вказівок.
Читає лекції та проводить практичні та лабораторні заняття з курсів: «Органічна хімія», а також зі спецкурсів таких, як: «Токсикологія продуктів
харчування та косметичних засобів», «Хімія органічних природних сполук», «Сенсорний та фізико-хімічний аналіз продуктів харчування та косметичних
засобів», «Хімія продовольчої сировини та продуктів харчування», «Хімія та
технологія харчових добавок», «Хімія та технологія косметичних засобів», «Технологія харчових виробництв», «Харчова хімія та експертиза» тощо.
Під його керівництвом захищена кандидатська дисертація на тему
«Гетерофункціональні олігопероксиди на основі піромелітової кислотит».
Постійно керує науковою роботою студентів. Є членом вчених рад із захисту
кандидатських дисертацій та докторських дисертацій.
На кафедрі під його керівництвом створена нова спеціальність «Харчова
хімія та експертиза».
Є ініціатором створення учнівського гуртка «Юний хімік» при кафедрі
органічної хімії.